# Ljustjärnen (Arvidsjaurs socken, Lappland, 727570-164624)
Ljustjärnen är en sjö i Arvidsjaurs kommun i Lappland och ingår i Byskeälvens huvudavrinningsområde. Sjön har en area på 0,0638 kvadratkilometer och ligger 522 meter över havet.

## Delavrinningsområde
Ljustjärnen ingår i det delavrinningsområde (727727-164590) som SMHI kallar för Utloppet av Grundträsket. Medelhöjden är 522 meter över havet och ytan är 23,9 kvadratkilometer. Räknas de 9 avrinningsområdena uppströms in blir den ackumulerade arean 142,15 kvadratkilometer. Svärdälven som avvattnar avrinningsområdet har biflödesordning 2, vilket innebär att vattnet flödar genom totalt 2 vattendrag innan det når havet efter 169 kilometer. Avrinningsområdet består mestadels av skog (77 procent). Avrinningsområdet har 2,04 kvadratkilometer vattenytor vilket ger det en sjöprocent på 8,5 procent.